# Gardenian
Gardenian — шведський музичний метал-гурт, заснований у 1996 році. Після запису трьох повноформатних альбомів колектив припинив своє існування у 2004 році, проте був відновлений майже 9 років потому заради участі у Gothenburg Sound Festival, що мав відбутися 5 та 6 січня того ж року у Гетеборзі. Стилістично творчість гурту найближча до мелодійного дез-металу.

## Історія
Gardenian був заснований у 1996 році гітаристом/вокалістом Джимом Челлем та барабанщиком Тімом Блумом. Не дивно, що хлопці вирішили грати мелодійний дез-метал, адже Гетеборг був колискою цього музичного стилю. Трохи згодом до колективу приєдналися Ніклас Енгелін та Гокан Скугер. У липні було зроблено репетиційний демо-запис та надіслано його на Listenable Records. Попри його доволі погану якість, лейбл вирішив підписати домовленість з музикантами, які пообіцяли записати одразу повноформатний альбом, хоча мали на той час лише 4-5 пісень. Наприкінці 1996 року гурт на Studio Fredman розпочав запис свого дебютного релізу «Two Feet Stand», що побачив світ у травні 1997 році. Трохи згодом було записано ще й демо з деякими піснями з наступного альбому.
Однак, як це часто буває з молодими гуртами, у колективі почалися певні негаразди через недостатньо активну діяльність Gardenian, що не задовольняла учасників. Ніклас Енгелін на певний час об'єднався з In Flames задля виступів з ними в рамках Whoracle Tour, а Гокан Скугер оголосив про те, що хоче залишити команду, аби зосередитися на своєму новому колективі Headplate. Втім було вирішено, що Гокан піде лише після релізу другого альбому, аби не підводити інших учасників гурту перед записом.
Альбом «Soulburner» було видано 23 серпня 1999 року на Nuclear Blast, вихід на яких вдалося знайти Енгеліну. Під час його запису виникли певні проблеми з записом вокалу, тож хлопці змушені були запросити вокалістку Сабріну Чільстранд та сесійного вокаліста для прописування партій «чистим» голосом, тоді як Джим Челль виконав усі інші партії. В цілому критики сприйняли альбом дуже позитивно, пророкуючи колективу велике майбутнє. Після вдалого релізу Gardenian виступали як підтримка в турах з Dark Tranquility, Children Of Bodom та Hypocrisy. Як і передбачалося раніше Скугер залишив гурт, а його місце посів новий бас-гітарист Кріс Альбертссон.
У травні 2000 року Gardenian розпочали запис нового альбому, що побачив світ у жовтні того ж року та отримав назву «Sindustries». Шанувальники музики зазначали, що він став найсильнішою роботою гурту за час його існування, проте Nuclear Blast так і не організував для колективу жодного потужного туру, посилаючись на те, що продажі альбому залишають бажати кращого. Через це учасники колективу вирішили розірвати з лейблом контракт та шукати кращі умови для роботи. Саме перебування у підвішеному стані спричинило те, що у 2003 році Gardenian залишили Джим Челль та Кріс Альбертссон, яких замінили нові музиканти, а згодом і весь колектив припинив своє існування.
Наприкінці 2012 року колишні члени гурту оголосили про своє одноразове об'єднання задля участі у Gothenburg Sound Festival, що мав відбутися 4-5 січня 2013 року у Гетеборзі.

## Склад гурту
Склад зразка 2013 року
- Джим Челль — гітара / вокал (1996–2003, 2013)
- Ніклас Енгелін — гітара (1996–2004, 2013)
- Гокан Скугер — бас-гітара (1996–1999, 2013)
- Тім Блум — ударні (1996–2004, 2013)

Колишні музиканти
- Аполло Папатанасіу — вокал (2003–2004)
- Кріс Альбертссон — бас-гітара (1999–2003)
- Роберт Гакемо — бас-гітара (2003–2004)

## Дискографія
| Альбом            | Рік  | Формат     | Лейбл              |
| ----------------- | ---- | ---------- | ------------------ |
| Two Feet Stand    | 1997 | Альбом     | Listenable Records |
| Studio Rehearsals | 1997 | Демо-запис |                    |
| Soulburner        | 1999 | Альбом     | Nuclear Blast      |
| Sindustries       | 2000 | Альбом     | Nuclear Blast      |